# Cerkiew Wprowadzenia do Świątyni Przenajświętszej Bogurodzicy w Warszawie
Cerkiew Wprowadzenia do Świątyni Przenajświętszej Bogurodzicy – prawosławna cerkiew w Warszawie. Świątynia znajduje się na Saskiej Kępie, przy ulicy Paryskiej 27. 
Cerkiew pełni funkcję kaplicy Prawosławnego Seminarium Duchownego w Warszawie.

## Historia
Powstanie cerkwi prawosławnej na Saskiej Kępie związane było z międzywojennymi losami Rosjan (tzw. Białych), którzy po upadku Cesarstwa Rosyjskiego ze względów politycznych nie mogli zamieszkać w Związku Socjalistycznych Republik Radzieckich i pozostawali na emigracji. Duża ich społeczność mieszkała po I wojnie światowej w Warszawie i to oni uczestniczyli przed II wojną światową w zorganizowaniu filii parafii prawosławnej św. Marii Magdaleny na Saskiej Kępie.
Budynek sakralny, w którym znajduje się cerkiew, był pierwotnie budowany na potrzeby warszawskiej parafii Polskiego Narodowego Kościoła Prawosławnego. Inicjatorem jego wzniesienia był ksiądz Apolinary Filarski. W 1936 kościół przeszedł w bezpośredni zarząd Polskiego Autokefalicznego Kościoła Prawosławnego i został dostosowany do sprawowania liturgii w rycie bizantyjskim. Początkowo świątynia zajmowała całe piętro budynku przy ulicy Paryskiej. Pozostałe pomieszczenia jednopiętrowego domu służyły za: kancelarię, mieszkanie kapłana, szkołę. W podziemiach znajdowała się drukarnia. W 1951 w obiekcie zostało ulokowane Prawosławne Seminarium Duchowne. Zaszła konieczność nadbudowy o kolejne piętro i adaptacji budynku dla potrzeb jego nowego przeznaczenia. Zmniejszono wówczas znacznie powierzchnię części sakralnej. Po przebudowie pierwszego piętra, obszerną nawę cerkwi zaadaptowano na cele sal wykładowych.
W niewielkiej obecnie cerkwi seminaryjnej znajduje się przedwojenny ikonostas oraz ikona i cząstka relikwii św. Hioba Poczajowskiego. Przechowywanych jest też w niej wiele ikon podarowanych przez zwierzchników Kościołów prawosławnych. Na ścianie Seminarium, przy wejściu, umieszczona jest tablica poświęcona pamięci gen. Stanisława Bułak-Bałachowicza, który zginął 10 maja 1940 w pobliżu budynku cerkwi podczas próby aresztowania przez Gestapo.